# Favonigobius reichei
Favonigobius reichei es una especie de peces de la familia de los Gobiidae en el orden de los Perciformes.

## Morfología
Los machos pueden llegar a alcanzar los 8,3 cm de longitud total.

## Hábitat
Es un pez de clima tropical y demersal.

## Distribución geográfica
Se encuentra desde el África Oriental hasta las Filipinas, el Japón

## Observaciones
Es inofensivo para los humanos.